# Кафр-Зіта (нохія)
Кафр-Зіта (араб. ناحية كفر زيتا‎‎) — нохія у Сирії, що входить до складу району Мухрада провінції Хама. Адміністративний центр — м. Кафр-Зіта.
| Сирія | Це незавершена стаття з географії Сирії. Ви можете допомогти проєкту, виправивши або дописавши її. |